# Калифат
Калифат или халифат (арап. الخلافة, alkhilafa — „наслеђе“) облик је владавине у ком је врховни владар законити наследник Мухамеда, изабран међу најпобожнијим и најобразованијим муслиманима. Такав облик владавине није наследан. Наслеђе муслиманских царстава, која су постојала у исламском свету, обично су описана као „калифати“. Калифат представља суверену државу свих муслиманских верника или уме.
У најранијим данима, први калифат, Праведни калифат, показивао је елементе непосредне демократије (Шуре). У почетку су то водили Мухамедови ученици и породица, као наставак религијског система који је он увео.
Сунитска грана ислама налаже да поглавара државе, калифу, треба да бирају муслимани или њихови представници. Следбеници шиитског ислама, сматрају да би калифа требало да буде имам којег је изабрао Бог (Алах) из Ахлу ел Бејт („породица куће“, Мухамедови директни потомци). Од краја периода Праведног калифата па све до 1924. године, калифатима су, понекад и више од једне у исто време, владале династије.
Прва од њих је била Умајадска династија, која је понекад била праћена и осталим династијама, а последња је Османска династија. Године 2014. је Исламска Држава у Ираку и Леванту прогласила себе за калифат и прогласила Ебу Бекра ел Багдадијаа као свог калифу.

## Етимологија
Термин калифа потиче од арапске речи ẖаlīfa خَليفة, што значи „наследник“, „управитељ“, или „заменика“ и сматра се скраћивањем термина калифат Расул Аллаха („наследника Божијег гласника“).
У књизи Метјуа С. Гордона „Успон ислама“ (The Rise of Islam), пише да се калифа преведи као „заменику (или представник) од Бога“. Користи се у Курану да успостави улогу Адама као представника Бога на земљи. Халифа се такође користи да опише веровање да је улога човека, у његовој правој природи, је као калифа или намесник Аллаху.

## Рана историја

### Праведни калифат (632–661)

#### Мухамедови наследници
У својој књизи „Рана исламска освајања“ (The Early Islamic Conquests,1981), Фред Донер тврди да је стандардна арапска пракса у то време била да се истакнути људи једне сродне групе, или племена, окупе након смрти вође и изаберу лидера међу собом. Није било одређене процедуре за ову шуру или консултацију. Кандидати су били углавном, али не нужно, из истог рода као и преминули лидер. Способни људи који би добро владали имали су предност у односу на неефикасне наследнике.
Сунитски муслимани верују и потврђују да је Ебу Бекр је изабран од стране заједнице и да је то одговарајући поступак. Сунити даље тврде би идеално било да се калифа бира изборима или консензусом заједнице.
Шиитски муслимани верују да је Али, зет и рођак Мухамеда, изабран је од стране Мухамеда као свог духовног и временског наследника као mawla (Имама и hалифu) свих муслимана на месту које се зове Ġadīr ẖum. Мохамед је на ово место позвао око 100.000 окупљених ходочасника повратника да дају своју заклетву (bayʿa) Алију у његовом присуству и отада да објављују добру вест о Алијиној сукцесији на Мухамедово место руководитеља над свим муслиманима који ће тек доћи.
Халифа је често познат и као Амир ел Муминин (арап. امير المومنين „заповедник верника“). Мухамед је за престоницу одабрао Медину. Након његове смрти, она је остала престоница за време владавине Праведних калифа, све док није наводно калифа Али ибн Абу Талиб прогласио Куфу за престоницу. У историји муслимана повремено је долазило до сукоба између супарничких калифа у различитим деловима исламског света, као и до подела између сунитских и шиитских заједница.
Према речима сунитских муслимана, први калифа који је назван Амир ел Муминин био је Ебу Бекр, потом Омар ибн ел Хатаб, други од четири правоверне калифе, док су Осман бин Афан и` Али ибн Абу Талиб такође носили исту титулу. Шиити сматрају да је Али био једини истински правоверни калифа од ове четворице мушкараца.
После прве четири калифе, калифат су водиле династије попут Омејада, Абасида и Османлија, а повремено би га на краћи временски период водиле и сукобљене династије у Андалузији, северној Африци, и Египту. После распада Османског царства, Мустафа Кемал Ататурк званично је укинуо систем калифата у исламу (Османско царство) и основао Републику Турску 1923. године. За Мароканце, краљеви Марока су и даље носиоци титуле Амир ел Муминина, али се не позивају на калифат.
Неке муслиманске земље, укључујући Сомалију, Индонезију и Малезију, никада нису биле под управом калифата, изузимајући Аћех, која је на кратко време била под Османском влашћу. Зато су ове земље имале своје локалне султане или владаре који нису у потпуности признавали калифат.

#### Праведни калифи
Ебу Бекр, први Мухамедов наследник, је на самрти за свог наследника именовао Омара. Омара ибн Хаттаба, другог калифу, убио је Персијанац по имену Фируз Нахаванди. Његовог наследника, Османа бин Афана, изабрао је савет бирача (Меџлис). Након што је Османа убила група побуњеника, Али је преузео власт, али га гувернери Египта нису признали као калифу. Суочио се са две велике побуне, а убио га је један од хариџита, Абдурахман. Алијева бурна владавина је трајала само пет година. Овај период је познат у историји као Фитна, односно као Први исламски грађански рат. Следбеници Алија су касније постали шиити („Шиити Алија“, следбеници Алија), мањинска секта ислама која не признаје прве 3 калифе. Следбеници све четири правоверне калифе (Ебу Бекра, Омара, Османа и Алија) су постали већинска сунитска секта.
Под влашћу Праведни калифи сваки регион (султанат, вилајет или емират) имао је свог гувернера (султана, валију или емира). Муавија, рођак Османа и гувернера Сирије, наследио је Алија као калифа. Увео је промене у калифат тако што је установио принцип наслеђивања калифата и на тај начин основао Омејадски калифат.
У областима које су претходно биле под влашћу Сасанидског краљевине или Византије, калифе су смањиле порез, успоставиле већу локалну аутономију (својим повереним гувернерима), већу верску слободу за Јевреје, као и за неке хришћане, и донеле мир народу који је био деморалисан и разочаран губицима, као и високим порезима из периода Римско-персијских ратова.
Праведни калифат је на врхунцу своје славе био највеће царство на свету.

#### Алијев калифат и успон Омајадске династије
Алијева владавина као калифа прожета је великим превирањима и унутрашњим сукобима. Али је суочен са вишеструким бунама и устанцима. Примарна је дошао из неспоразума са Муавијом, гувернером Дамаска, што је означило почетак краја (правоверних) калифа. Персијанци, искористивши то, инфилтрирали су се у обе војске и напали другу војску изазвавши хаос и унутрашњу мржњу између асхаба у бици код Сифина. Битка је трајала неколико месеци, што доводи до застоја. Да би се избегло даље крвопролиће, Али пристао да преговара са Муавијом. То је изазвало фракцију од око 4.000 људи који ће бити познати као хариџити, да напусте борбу. Након победе над хариџитима у бици код Нахравана, Али ће касније бити убијен од стране хариџита Ибн Муљам. Алијев син Хасан изабран је за наредног калифу, али уручио је титулу Муавији неколико месеци касније. Муавија је постао пети калифа, оснивајући Омајадску династију, назван по прадеда Османа и Муавије, Умаје ибн Абделшамса.

### Омајадски калифат (661—750)
Под влашћу Омајада, калифат се територијално брзо ширио, укључујући Кавказ, Трансоксијанију, Синд, Магреб и Пиринејско полуострво (Ал Андалуз) у муслимански свет. На врхунцу своје моћи, Омајадски калифат је заузимао 5,17 милиона квадратних миља (13,400,000 km²), што га је чинило највећим царством које је до тад виђено и петим највећим царством у историји.
Географски, царство је било подељено на неколико провинција, чије су границе безброј пута мењане током Омајадске владавине. Свака покрајина је имала свог гувернера којег је именовао калифа. Међутим, из више разлога, укључујући и то да их нису изабрали чланови шуре, као и примедбе на њихово неприкладно понашање, Омајадску династију нису све муслиманске заједнице подржале. Неки су подржали истакнуте муслимане као што је Зубајр ибн Авам, док су други сматрали да само припадници Мухамедовог племена, Бану Хашима, или из његове лозе, потомци Алија, треба да владају.
Било је бројних побуна против Омајада, као и подела међу омајадским редовима (нарочито ривалство између Јамана и Кајса]). Наводно је Шимр Ибн Јавша убио Алијевог сина Хусеина и његову породицу у бици код Карбале, 680. године, чиме је раскол између Сунита и Шиита учвршћен. Временом ће се присталице Бану Хашима и присталице Алијевих наследника ујединити како би поразили Омајаде 750. године. Међутим, Алијеви шиити, „Алијева партија“, били су разочарани када је на власт дошла Абасидска династија, јер су Абасиди водили порекло од Мухамедовог ујака, Абаса ибн Абд ел Муталиба, а не од Алија.

### Абасидски калифат (750–1517)

#### Абасидски калифат у Багдаду
Абасидска династија је 750. године, као једна од породица из Меке, преузела власт од Омајада. Абасиди, који су владали из Багдада као калифе више од три века, учврстили су исламску владавину и имали велики утицај на интелектуални и културни развој Блиског истока. До 940. године моћ Абасидског калифата је полако почела да слаби код неарапа, посебно Бербера из Магреба и Турака, да би касније, у другој половини 13. века, Мамелуци из Египта стекли утицај, а султани и емири постепено постали независни.

#### Абасидски калифат у Каиру (1261—1517)
Абасиди су у 9. веку створили војску лојалну само њиховом калифату, састављену претежно од турских Кумана, Черкеза и грузијских робова познатих као Мамелуци. Временом ће Мамелуци доћи на власт у Египту. Мамелучка војска, на коју се често гледало у негативном смислу, успела је да уздигне калифат али исто тако и да га уништи. У почетку је ова династија успела да створи једну стабилну силу која се бавила проблемима у самом калифату, као и проблемима ван њега. Међутим, стварање овакве војске и Ал-Мутасимова промена престонице из Багдада у Самару, довела је да стварања поделе између калифата и људи који су себе сматрали владарима. Поред тога, снага Мамелука је расла све док Ар-Ради (934–41) није био приморан да преда већину краљевских функција Мухамеду Ибн Раик
Године 1261. након што су Багдад разорили Монголи, Мамлучки владари Египта поново су основали Абасидски калифат у Каиру. Први абасидски калифа у Каиру био је Ал-Мустансир. Абасидске калифе у Египту су и даље биле део власти, али су им функције биле ограничене на верске проблеме. Абасидски калифат у Каиру трајао је све до Ал-Мутавакила III, који је владао као калифа од 1508 до 1516. године, а затим га је на кратко свргнуо с власти 1516. његов претходник Ал-Мустамсик. Да би поново био враћен у калифат 1517, Османски султан Селим I поразио је Мамелучки султанат и припојио Египат Османском царству 1517. године. Ал-Мутавакил III заробљен је заједно са својом породицом и депортован у Цариград као затвореник где је био у повлашћеном положају. Након повратка у Каиро он умире 1543. године.

### Паралелни калифати
Током периода Абасидске династије, абасидска права на калифат била су неоспорна. Шиитски вођа Абдулах Ал-Махди Билах (̒abdu al-llah al-mahdī bil-llah), Фатимидске династије, који је тврдио да води порекло од Мухамеда преко његове ћерке, присвојио је титулу калифе 909. године, стварајући посебну линију калифа у Северној Африци.
У почетку контролишући Алжир, Тунис и Либију, Фатимидске калифе продужиле су своју владавину на наредних 150 година, заузимајући Египат и Палестину, пре него што су Абасиди били у могућности да то промене, ограничавајући Фатимидску власт у Египту. Крај Фатимидској династији дошао је 1171. године. Омајадска династија, која је опстала и дошла да влада Ал-Андалусом, повратила је калифску титулу 929. године и трајала је до 1031. када је уништена.

#### Фатимидски калифат
Фатимидски калифат био је исмаилитски шиитски калифат, који је обухватао бескрајне пределе арапског света. Првобитно са седиштем у Тунису, Фатимидска династија проширила је своју владавину преко медитеранске обале Африке, и на крају од Египта начинила своју престоницу. На свом врхунцу, заједно са Египтом, калифат је укључивао различите области Магреба, Сицилије, Леванта и Хиџаза.
Фатимиди су учврстили Тунис град Махдие и учинили га својим средиштем, пре освајања Египта и изградње Каира 969. Након тога, Каиро је постао престоница државе, са Египтом који постаје политички, верски и културни центар земље. Исламиста Луис Масињон (Louis Massignon) назвао је 10. век нове ере „Исмаилитским веком у историји ислама“.
Термин „Фатимиди“ је некада упућивао на грађане овог калифата. Владајућа елита државе припадала је исмаилитском огранку Шиита. Лидери ове династије су такође били исмаилитски имами, због тога су имали верски значај код муслимана исмаилита. Они такође припадају ланцу калифских владара, што је признато од стране неких муслимана. Ово представља редак период у историји у којем су Алијеви потомци (отуда и име Фатимиди, које се односи на Фатиму, Алијеву супругу) и калифат били уједињени до извесног ступња, осим у завршном периоду Праведног калифата под Алијем лично. Овај калифат је био чувен по томе што је остварио одређени степен верске толеранције према неисмаилитским сектама, као и према Јеврејима, малтешким и коптским хришћанима.

#### Омајадски Кордопски калифат
Током Омајадске династије, Иберијско полуострво било је саставни део Омајадског калифата којим се управљало из Дамаска. Омајади су изгубили место калифе у Дамаску 750. године и Абд ел Рахман постаје емир Кордобе након шест година прогонства. С намером да поврати своју моћ, он је поразио постојеће исламске владаре тог подручја који су пркосили омајадској владавини и ујединио бројне локалне феудалце у емират.
Владари емирата носили су титулу „емир“ или „султан“ све до 10. века, када је Абдурахман (̒abdu ar-raḥmān) III био суочен са претњом од инвазије Фатимида (опонентског исламског царства са седиштем у Каиру). Да би потпомогао своју борбу против окупаторских Фатимида, који су присвајали калифат и били у сукобу са општепризнатим Абасидским калифом у Багдаду, Абдурахман III (abdu ar-raḥmān) се самопрогласио за калифу. То је помогло Абдурахману III да стекне углед међу својим подређенима, а титула се задржала и након што су Фатимиди поражени. Владавина калифата сматра се врхунцем муслиманског утицаја на Иберијском полуострву, пре него што се распарчао на бројне таифе у 11. веку. Овај период карактерише изузетни технолошки, економски и културни процват. Многа ремек-дела Ал-Андалуса су изграђена у том периоду.

#### Алмохадски калифат (1147–1269)
Алмохадски калифат је марокански берберски муслимански покрет основан у 12. веку.
Алмохадски покрет је започео је Ибн Тумарт Масмуда племенима из јужног Марока. Алмохади су прво успоставили берберску државу у Тинмелу на планини Атлас око 1120. године. Алмохади успели су да свргну владајуће Алморавиде у управним над Мороком до 1147, када је Абдалмуамин ел Гули (око 1130-1163) освојио Маракеш и прогласио себе за калифу. Они су затим проширили своју власт над целим Магребом до 1159. Ал Андалуз је пратио судбину Африке и цела исламска Иберија била је под влашћу Алмохада до 1172.
Алмохадska доминација Иберијом наставила се све до 1212, када је Мухамед III, „ел Насир“ (1199-1214) поражен у бици код Укаба у Сијера Морени савезом хришћанских кнезова Кастиље, Арагона, Наваре, и Португалије. Скоро сва маварска господства у Иберији су изгубљена убрзо после, са великим маварским градовима Кордобом и Севиљом који доспевају у руке хришћана 1236. и 1248. године.
Алмохади су наставили да владају у Африци до парцијалног губитка територије кроз побуне племена и округа омогућавајући успон њихових најефикаснијих непријатеља, Маринида 1215. године. Последњем представнику линије, Идрису Ал-Ватику, смањен је опсег владавине само на Маракеш, где је убијен од стране једног роба 1269; Мариниди су освојили Маракеш, чиме су окончали алмохадску доминацију западног Магреба.

### Османски калифат (1517—1924)
Од 15. века калифат преузимају Турци Османлије, почевши од султана Мехмеда Освајача. Они су поступно виђени као де факто лидери и представници исламског света. Према Бартхолду, први пут када је титула калифе искоришћена као политичка уместо као симболичко-верска титула од стране Османлија, јесте потписивање мировног споразума са Русијом 1774. године, када је царство задржало морални ауторитет над територијом, чији је суверенитет био уступљен Руском царству.
Исход руско-турског рата 1768-1774 био је поражавајући за Османлије. Велике територије, укључујући и оне са бројним муслиманским становништвом, као што је Крим, постале су део Руског царства. Међутим, Османлије су под Абдул Хамидом I однеле дипломатску победу тако што им је било дозвољено да остану верске вође муслимана у сада независном Криму, што је био део мировног споразума. Заузврат Русија је постала званични заштитник хришћана на територијама Османског царства.
Око 1880. султан Абдул Хамид II поново је искористио титулу као начин супротстављања руском ширењу на муслиманске територије. Његов поступак су најватреније подржали муслимани британске Индије. Уочи Првог светског рата, Османска држава, иако знатно слабија у односу на Европу, представљала је највећи и најјачи исламски независни политички ентитет. Султан је имао власт и изван граница свог сада умањеног царства као вођа муслимана у Египту, Индији, и средњој Азији.

#### Укидање калифата (1924)
Калифатски покрет (1919–1924) је био панисламски, политички протест кампање која је покренута од стране муслимана у британској Индији како би се утицало на британску владу и заштитило Османско царство на крају Првог светског рата. Након примирја из Мудроса (октобар 1918), војне окупације Истанбула и Версајског споразума (1919), положај Османлија је био неизвестан. Покрет за заштиту и повратак Османлија ојачао је после споразума у Севру (август 1920) који је наметнуо поделу Османског царства и Грчкој дао одличан положај у Анадолији, на несрећу Турака. Турци су затим упутили апел за помоћ, што је резултирало настанком овог покрета. Покрет је угашен крајем 1922. године.
Први председник Републике Турске Мустафа Кемал Ататурк је 3. марта 1924. године, у склопу својих реформи, уставно укинуо институцију калифата. Сада је његову улогу преузела Велика народна скупштина, парламент новоосноване Републике Турске. Титулу калифе је тада носио Хусеин бин Али од Хиџаза, вођа Арапског устанка, али је његово краљевство поражено и анектирано од стране Ибн Саудија 1925. Калифат је после тога био неактиван све до 2014. године.
Самит у Каиру 1926. године сазван је да би се разговарало о оживљавању калифата, али пошто већина муслиманских земаља није учествовала, ништа није учињено како би се спровеле одлуке донесене на овом самиту.
Мада је назив титуле Амир ел Муминин усвојен од краља Марока и муле Мухамеда Омара, бивши шеф талибанског режима у Авганистану, није уживао правни положај ни ауторитет над муслиманима ван граница њихових држава.
Од пада Османског царства, повремени немири били су позив на поновно успостављање калифата. Организације које су позивале на оживљавање калифата биле су покрет Муслиманске браће и Хизбу ат-Тахрир

## Савремена историја
Сви доле наведени спроводили су калифску власт у неком облику од краха Османског царства, али нико од њих није успео да управља масовним бројем муслимана у свету.

### Сокото калифат (1804—1903)
Сокото калифат је био исламска духовна заједница у Нигерији, под вођством Шеха Османа дан Фодиа. Основан током фуланског рата на почетку 19. века, Сокото калифат је био једно од најмоћнијих царстава у субсахарској Африци пре европског освајања и колонизације. Калифат је опстајао током колонијалног периода и после, али са знатно умањеним утицајем.

### Шерифски калифат
Шерифски калифат је био арапски калифат прокламован од стране шерифских владара Хеџаза 1924. године уместо Османског калифата.
Идеја о шерифском калифату је постојала још од 15. века. Крајем 19. века, ова идеја је почела да добија на значају због пада Османског царства, које је било тешко поражено у Руско-турском рату 1877-1878. Постоји мало доказа, међутим, да је идеја о Шерифском калифату икада стекла широку подршку на Блиском истоку или било где другде у том случају.

### Калифатски покрет (1920)
Калифатски покрет, покрет за одбрану Османског калифата, се 1920. расуо широм британских колонија. Нарочито је имао јак утицај у Индији, где се поставио као стожер окупљања индијских муслимана, као један од многих антибританских политичких покрета. Његове вође су били Мевлана Мухамед Али, његов брат Шавкат Али, Абу ел Калам Азад, Мухтар Ахмед Ансари и адвокат Мухамед Џан Абаси. Неко време овај покрет је радио у савезу са Хинду заједницама и био подржаван од стране Мохандаса Карамчанда Гандија, који је био члан Централног Калифатског Комитета. Међутим, пулс покрета почиње да слаби након хапшења његових лидера и тада се из њега издваја низ огранака.

### ИСИЛ калифат (2014)
Група Ал Каида у Ираку формирана је као део Ал Каидине мреже исламских екстремиста током рата у Ираку. Временом се проширила у Сирији и била позната као Исламска држава у Ираку и Леванту током Сиријског грађанског рата. Постала је најмоћнија група која се супротставила председнику Башар ел Асаду. У лето 2014. Ал Каида је покренула офанзиву у северном Ираку, заузимајући други град по величини, Мосул. Група је самопрогласила калифат под Ебу Бекром ел Багдадијем који је узео титулу и име калифе Ибрахима, и преименовала се у Исламску државу. Тенденција Исламске државе да постане највећи ауторитет међу муслиманима није баш широко прихваћена, те се она сукобила са оружаним снагама у Ираку, сиријском војском, Слободном сиријском армијом, Џабат ел Нусром и курдском војском не би ли озваничила затечено стање.

### Спиритуални калифати
Иако аполитични, многи спиритуални покрети, као што су неки Суфијски редови и Ахмедије, себе називају калифатима (khilafat-un ruḥaniyyat-un). Њихове духовне вође се из тог разлога обично називају калифама.

#### Суфијски калифати
У суфизму, тарикате (редови) предводе духовне вође, главне калифе које именују локалне калифе да организују Завију (Az-zawiyyatu).
Суфијски калифати нису нужно наследни. Халифама је циљ да служе силсилу (As-silsilatu) у односу на духовне одговорности и да пропагирају учења свог тариката (реда).

#### Ахмедијски калифат
Ахмедијска муслиманска заједница је месијански покрет који је основао Мирза Гулам Ахмед ел Кадијани 1889. у Индији. Он је тврдио да је изабрани Махди и будући пророк. Након његове смрти 1908. године, његов први наследник Хаким Нур уд-Дин постао је шеф заједнице и преузео титулу наследника Месије(khalifatu al-masiyḥ).
Ахмедије се посматрају као јеретици од стране већинских муслимана због тврдњи оснивача да је очекивани месија и пророк. Сви муслимани држе став да је Мухамед био коначни пророк и да са изузетком Исуса, ни један пророк не може доћи после њега. Пошто су Ахмедијци нису признати као муслиман, њихов калифат није признат од већинских муслимана.
Ахмедијци верују да Ахмедијски калифат успостављен након смрти оснивача заједнице Мирзе Гулама Ахмеда и сматрају да је то поновно успостављање Праведног калифата. Заједница је наставила да се одржава под овим структуре, са калифом који има општу надлежност за све верске и организационе дужности. Према Ахмедијцима, није битно је за калифу да буде шеф државе већ духовни и организациони значај је наглашенији.
Линија наследника наставља до данашњег дана. Садашњи наследник Мирзе Гулама Ахмеда је Мирза Масрур Ахмед Калифатул Месих V, који борави у Лондону у егзилу са 10 до 20 милиона следбеника у више земаља.

## Верска основа

### Куран
У Курану се јавља се термин калифа два пута. Прво у сури ел Бакара(al-baqara) 30, ту се односи на Бога у исламу који је створио човечанство као свог „калифу“ на Земљи. Други пут у сури Сад (Ṣad) 26, у којој се односи на краља Давида као Божјег калифу и подсећа га на обавезу да праведно влада.
Поред тога, следеће одломке из Курана, познате као „Истихлаф стих“, користе неки као куранску основу за калифат:
Алах обећава да ће оне међу вама који буду веровали
 и добра дела чинили сигурно намесницима на Земљи поставити,
 као што је поставио намесницима оне пре њих,
 и да ће им засигурно веру њихову учврстити,
 ону коју им Он жели, и да ће им сигурно страх сигурношћу заменити;
 они ће се само Мени клањати,
 и неће друге Мени равним сматрати.

 А они који и после тога буду незахвални — они су прави грешници.
— Куран 24:55
У наведеном стиху, реч ẖulifa (множина од ẖalifa) је различито превођена као: „наследници“ и „они који приступају на власт“.
Мали део сунитског исламизма тврди да управљање државом по исламском закону (шеријат) је, по дефиницији, да владају преко калифата, и користе следеће стихове да одрже своју тврдњу.
И суди им према ономе што Алах објављује
 и не поводи се за прохтевима њиховим,
 и чувај их се да те не одврате од нечега што ти Алах објављује.

 А ако не пристају, ти онда знај да Алах
 жели да их због неких грехова њихових казни.
А многи људи су, заиста, неверници.
— Куран 005:49
О верници, покоравајте се Алаху
 и покоравајте се Посланику и представницима вашим.

 А ако се у нечему не слажете,
 обратите се Алаху и Посланику,
 ако верујете у Алаха и у онај свет;
 то вам је боље и за вас решење лепше.
— Куран 004:59

### Хадиси
Следећи хадиси Муснада Ахмада ибн Ханбал могу се схватити као прорицање две ере калифата (обе на основама посланичких објава)
Хазрети Хузаифа приповедао је да је Алахов посланик рекао: Посланство ће остати међу вама докле год Алах тако жели. Калифат ће настати и трајаће док Алах то жели. Завладаће корумпирана монархија и опстајаће док Алах не нареди другачије. Након тога ће доћи деспотско краљевство и трајаће док Алах то жели. Затим ће калифат поново настати на основама Објаве и трајаће док Алах то жели.
У начелу, прва ера калифата је општеприхваћена од стране муслимана као Праведни калифат.
Нафиа је говорио:
Према Нафиу, Абдул ибн Омар је посетио Абдула инб Мутија у данима (када су почињена зверства над Медињанима) Харе за време Јазида ибн Муавија. Ибн Мути је рекао: Поставите јастук за Абдурахмана (породично име Абдулаха ибн Омара). Али овај други на то рече: Нисам дошао да бих са вама седео, већ да бих вам саопштио обичаје за које сам чуо од Алаховог пророка. Чуо сам га како каже: Онај који буде отказао послушност, неће имати чиме да се одбрани када буде стајао пред Алахом на Судњи Дан, а онај који умре, а није положио заклетву верности, умреће као незнабожац.
Према Ибн Хишаму, који се позива на ауторитет Абу Салеха и Абу Хураира, Мухамед је рекао:
Вође ће владати вама после мене, где ће вас верник (један) водити с љубављу и поштовањем и безбожник (један) са својим грехом, тако слушајте само њих и покоравајте им се у свему што је у складу са истином (исламом). Ако се буду понашали исправно, то је за ваше добро, а ако буду поступали погрешно, то ће ићи у вашу корист, а против њих.
Муслимани су приповедали према Ал-Араџу и Абу Хураиру да је Мухамед рекао:
Погледајте, Имам (калифа) је шитит иза ког се људи боре и којим се бране.
Муслимани су се позивали и на Абдул Азиза ел Мукрина који је говорио:
Пратио сам Абу Хураира и од њега сам чуо Мухамедове речи: Пророци су владали синовима Израела, кад би један пророк преминуо, други би га наследио, али после мене неће бити пророка. После мене ће бити калифа, биће их много. Питали су га: Шта нам онда заповедаш да чинимо? Рекао је: Извршите bay'ah(трансакцију/продају) са њима, како се буду смењивали, и дајте им оно што им следује. Бог ће их сигурно питати о ономе што им је поверио.

### Мухамедовиасхаби
Када су се Мухамедови најближи пријатељи и присталице, асхаби, састали уочи његове смрти у Сакифи (SaqĪfatu banī as-Sā'id), кући племена Бану Саид, ел Хабаб ибн ел Мунсир је рекао :
Нека један емир (владар) буде један од нас, а други нека буде неко од ваших (мисли се на ансаре и хариџите).
 Абу Бекар је на ово одговорио: 
Забрањено је да муслимани имају два емира (владара)...
Затим је устао и обратио се муслиманима.

Према Ибн Исхаку Абу Бекар је на дан ел Сакифе рекао: 
Забрањено је да муслимани имају два владара јер би то изазвало разлике у њиховим пословима и схватањима, њихово јединство би било распарчно и велики сукоби би настали међу њима. Суна би била изопштена, иновације би се прошириле (bid'at-un) и искушење би расло, а то никоме није у интересу.
Асхаби су се договорили и изабрали Ебу Бекра за првог калифу. Ибн Мунсир, који је предложио идеју о два емира, се исправио и први положио заклетву на верност (bay'at-un) Ебу Бекру. Сви асхаби су се сложили са тим. Али инб Аби Талиб, који је бдео над Мухамедовим телом у то време, такође је пристао на ово.
Имам Али, ког шиити поштују, рекао је :
Људи морају имати владара. Где ће верник радити и живети под његовом владавином (Imara) и под којом ће такође и неверник имати користи. Док владавина не буде окончана његовом смрћу (ağal), добробити (fay’i)  ће се накупити, непријатељ ће бити побеђен, изградиће се сигурни путеви, јак ће вратити оно што је узео од слабог, док ће тиранин бити заустављен, и никога неће мучити.

### Мишљења исламских теолога
Ал-Маварди каже :
У муслиманском свету је забрањено постојање два владара.
Јахја ибн Шараф ел Навави (Ал-Навави) каже :
Забрањено је заклети се на верност двојици владара, чак иако су далеко један од другог, у различитим деловима света.
Ахмед ел Калкашанди каже:
Забрањено је именовати двојицу владара истовремено.
Ибн Хазм каже:
Муслимани могу имати само једног владара на целом свету.
Ал-Шарани каже:
Муслиманима је забрањено да имају на читавом свету два владара, било по договору или раздору.
Абдул Џабар ибн Ахмед (припадник мутазилита) каже:
Забрањено је заклети се на верност више од једном.
Ал-Џозири каже :
 Имами (припадници четири правне школе) - Нека им се Аллах смилује - калифат је обавеза, муслимани морају именовати вођу који ће поштовати оно што вера налаже, и потлаченима правду дати. Забрањено је да муслимани имају два владара у свету .
Припадници Шиитске правне школе су се исто изјаснили о овом питању Било како било, Шиитска школа мишљења верује да вођа (имам) не сме бити именован од стране муслиманске умме, већ од Бога.
Ал-Куртуби рече у свом Тефсиру „Доиста је, човек је створио калифу на Земљи” :
Аллах је извор у избору имама и калифа, њега слушају и покоравају му се, реч је уједињена кроз њега, и калифини закони (ахкам) су спроведени кроз њега, и нема разлике у погледу обавеза између умме и имама, осим онога што је приповедано о ел Асаму, мутазилиту.

Ал-Куртуби такође каже:
Халифа је стуб на који се остали стубови надограђују 

Ан Навави:
Учењаци инсистирају на томе да је обавеза муслимана да одаберу калифу
Ал-Газали је рекао када је писао о могућим последицама распада калифата:
Судије ће бити лишене дужности, провинције (вилајети) ће бити поништене. Наредбе ауторитета неће бити извршаване и људи ће бити на ивици да чине оно што је забрањено (харам)
Ибн Тајмија је рекао:
Морате знати да је бити главни у командовању над људима (бити калифа) највећа обавеза вере (dīn). У ствари, не постоји друга институција вере осим те. Ово је мишљење салафа, као што су Ал Фадл ибн Ијад, Ахмед ибн Ханбал и други.

## Период мира
Као предмет интензивног сукоба и ривалитета међу муслиманским вођама, калифат је био бескористан и није признаван од 1920. године. За велику већину муслимана, калифа је као вођа умме, био драгоцен као сећање и идеал у време када су муслимани глобално били научно и војно супериорнији. Пророк Мухамед је наводно рекао:
 Веровесничка мисија ће трајати док је то Аллахова жеља, затим ће је Алах прекинути кад Он то буде желео. Након тога, постојаће калифат који ће се руководити према Објави и трајаће онолико дуго колико Аллах дозвољава. Затим ће га укинути када буде желео. После тога, доћи ће период насилне угњетавачке владавине и трајаће док год Аллах то жели. Потом ће владати тиранија и владаће док је то воља Аллахова. И окончаће је када Он то буде желео . Онда ће се поново успоставити калифат који ће се водити Аллаховим законима. — As-Silsilah As-Sahihah, 1  (5):

### Ахмедијско гледиште
Чланови Ахмедијске заједнице верују да је Ахмедијски калифат (арапски: ẖilāfa) наставак исламског калифата, пре свега Правоверног калифата. Верује се да је укинут са Алијем, Мухамедовим зетом и поново успостављен са доласком Мирзе Гулама Ахмеда (1835—1908), оснивача покрета, кога Ахмедије поистовећују са Обећаним Месијом и Махдијем.
Ахмедије тврде да према куранским ајетима (као што су -Куран 24:55) и бројним хадисима који се баве овом темом, калифат може успоставити једино Бог и Његов благослов дат онима који верују и исправно чине и подржавају јединство Бога. Дакле сваки калифат који је успостављен само људским настојањем је осуђен на пропаст, посебно када људи одступају од поука Објаве, што резултира њиховим отуђењем и неспособношћу да бирају калифу, првенствено због недостатка правоверја у њима самима. Иако је калифа изабран, верује се да сам Бог усмерава срца верника према појединцу. Тако да калифа није нужно одређен ни по праву (законити у очима народа у датом времену) нити избором, већ само од стране Бога.
Према Ахмедијском мишљењу, халифа не мора бити на челу државе. Ахмедијска заједница радије наглашава духовни и организациони значај калифата. То је првенствено религиозна, духовна владавина са циљем подржавања, јачања и ширења ислама и очувања високих моралних и духовних стандарда унутар заједнице коју је основао Мухамед — који није био само политички, већ првенствено духовни вођа. Ако се догоди да калифа поседује ауторитет владе, као шеф државе, то само прати и допуњује његову свеобухватну функцију калифе.
Ахмедије верују да им је Бог обећао да ће овај калифат опстати до краја времена, што зависи од њиховог правоверја и вере у Бога. Халифа пропагира јединство, сигурност, морални правац и напредак за заједницу. Од калифе се захтева да своје дужности обавља уз саветовање и разматрање мишљења чланова „Шуре” (саветодавно тело). Међутим он не мора увек прихватати ставове и препоруке чланова. Калифат Месије има потпуни ауторитет над организационим и верским питањима и обавезан је да поступа у складу са Кураном и Суном.

### Исламски позив
Бројне исламистичке партије и муџахедини позивали су на обнављање калифата уједињавањем муслиманских нација, било путем политичких активности (Ḥizbu at-Taḥrīri), било силом (Ал Каида). Разни исламистички покрети узели су маха последњих година у циљу успостављања калифата. ИСИЛ је 2014. године захтевао поновно уједињење калифата. Ова залагања за успостављање калифата разликовала су се по својим методама и приступу. Неки су били локално оријентисани, док су главне политичке партије без сумње имале интернационалне циљеве.
Абу ал Мавдуди је веровао да калифа не може бити враћен само као световни владар, већ као људски представник Алахове владавине на Земљи:
 Халифа значи представник. Човек је, према исламском веровању, представник народа, Његов (Алахов) намесник. Према моћи која му је поверена, и у складу са границама које му намећу Куран и Пророково учење, од калифе се захтева да спроведе Божју вољу на Земљи.
Муслиманска браћа су била заговорници панисламизма и имплементације шеријата, исламског закона. Оснивач Хасан ел Бана (Ḥassan al-Banna) писао је о обнови калифата.
Једна интернационална партија чија је идеологија почивала искључиво на обнови калифата као панисламске државе је Хизбу ат Тахрир (Ḥizbu at-Taḥrīri), буквално „Странка ослобођења”. Нарочито има утицаја у Средњој Азији и Европи, а њена активност расте и у арапском свету. Темељи се на тврдњи да муслимани могу да докажу да Бог постоји и да је Куран Реч Божја. Основна стратегија ове партије је ненасилна, политичка и интелектуална борба.
На југоистоку Азије, групе попут Џамаат ислами (al-Jamāʿatu al-Islāmiyyatu), имале су за циљ да успоставе калифат на просторима Индонезије, Малезије, Брунеја, на деловима Тајланда, Филипина и Камбоџе.

### Калифатски циљеви Ал Каиде
Један од јасно постављених циљева Ал Каиде јесте обнова халифата. Њен бивши лидер, Осама бин Ладен, позвао је муслимане на „обнову Правоверног халифата наше умме”. Шефови Ал Каиде су 2005. године изјавили да ће током онога што називају „пета фаза” бити успостављена Исламска држава или халифат. Ал Каида је свој програм вести на интернету у Ираку назвала „Глас Калифата”. Према аутору Лоренсу Рајту (Lawrence Wright) и Египћанину Ајман ел Завахирију (Ayman al-Zawahiri), Бин Ладенов ментор и други по надлежности у Ал Каиди пре 2011. године, једном је успео да оформи халифат. Калифат је званично укинут 1924. године након распада Османског царства. Завахири верује да када једном халифат буде успостављен, Египат ће постати центар исламског света, вођа џихада против Запада. „Тада ће историја направити нови заокрет, иншаллах, у супротном смеру против царства Сједињених Америчких Држава и светске Јеврејске владе”.

### Опозиција
Професор Оливије Рој пише: „Исламисти су још раније заменили концепт калифата са емиратом. За то је било више разлога, укључујући и тај да је, према класичним ауторима, калифа морао бити члан племена Курејш (Quraysh). Шта више, калифе су владале уммом тако да их исламисти не сматрају исламским (Османски калифат)”. Ово није став већине исламистичких групација, јер покрет Муслиманске браће и Хизбу ат Тахрир Османску државу сматрају калифатом.

## Влада
Калиф (арапски: خليفة), титула духовног поглавара муслимана који се сматра наследником Мухамеда. Калифи су вршили световну и верску власт у првим државама које су створили Арапи после Мухамедове смрти. У 16. веку, титулу калифа су носили турски султани.

### Избор или именовање калифе
У својој књизи „Рана исламска освајања” (1981), Фред Донер тврди да је током раних халифата уобичајена арабљанска пракса била да се истакнути људи једног рода или племена окупе после халифине смрти и изаберу вођу међу њима, мада за ово није била тачно прописана процедура или оформљена консултативна заједница. Кандидати нису били нужно халифини синови, већ су то били људи из истог рода или племена. Способни људи који ће добро владати су имали предност у односу на можда мање вичног, директног наследника, јер према већинском сунитском ставу поглавар или гувернер не мора бити искључиво биран на основу крвног сродства.
Овај аргумент су учврстили Сунити, који верују да је Мухамедовог саборца Ебу Бекра изабрала заједница и да је то исправан поступак. Они даље тврде да је најбоље да халифа буде биран на изборима или консензусом читаве заједнице.
Традиционално се Сунити мезхебске правне школе сви слажу да халифа мора бити члан племена Курејш (Quraysh) . Ебу Бекр ал Бакилани је рекао да вођа муслимана треба да буде човек из народа. Оснивач највеће сунитске правне школе, Абу Ханифа, исто је написао да халифа треба да буде народски човек.

### Сунитско веровање
Након Мухамедове смрти, састанак поглавара је одржан у Сакифи (Saqīfa). На овом састанку Абу Бекар је изабран за халифу. Сунити су развили веровање да је халифа тренутно политички владар, изабран да влада у складу са исламским верозаконом, шеријатом (Sharīa). Посао пресуђивања је препуштен иџтихаду и исламским правницима који су се називали муџтехиди и заједно чинили улему. Многи муслимани прве четири халифе називају Рашидунским, што значи Правоверне халифе, зато што су бескомпромисно пратили Куран и Мухамедову суну.

### Шиитско веровање
Шиити верују у имамат, у ком влада имам, одабран од Бога, непобедив и безгрешан из Мухамедове породице — Ахлул Бејт (Ahl al-bayt), буквално чланови куће, без обзира на већинско мишљење, Шуру или изборе. Они тврде да је пре своје смрти Мухамед дао бројне назнаке, посебно у једном хадису у ком је наводно одредио Алија, његовог рођак и зета, као наследника. Према шиитском веровању, Али и његових једанаест наследника и потомака, дванаест имама, су одређени још и пре свог рођења као једини легитимни исламски владари, именовани вољом Божјом.
Када ових дванаест имама прође, и у одсуству могућности стварања владе вођене од стране имама, неки шиити верују да је неопходно да систем шиитске муслиманске владе, заснован на Vilāyat al-faqīh, буде развијен, да би постојао неки облик владавине где ће муслимански правник или факих да управља муслиманима. Било како било, ова идеја која је потекла од Ајатолаха Рухолаха Хомеинија и учврстила се у Ирану, није прихваћена од стране свих Шиита.
Исмаилити, Фатимиди и бохрити верују у горе поменути принцип имамата, али они не морају бити владари. Да би заштитили божански ауторитет Аллаха (Dīn) од политике света (Dunyā), „спољног света”, они су основали владу под називом Dā'ī al-Muṭlaq још од времена двадесет првог Имама Тајиба аби ел Касима (Ṭayyib abī al-Qāsim), под влашћу Сулејхидске краљице јер је имам био изолован од људи. И код дванаестоимамских Шиита многи имами нису владали и жртвовали су много да би одржали веру.

### Парламент (Mağlis aš-Šūra)
Конзервативни сунитски правници се слажу да је Шура, слободније преведено као „консултативна заједница”, главно тело халифата. Шура или парламент је представљао идеју консултативног управљања. Значај овога је предочен следећим куранским ајетима:
...за оне који се Господару своме одазивају, и који молитву обављају, и који се о пословима договарају, а дио онога чиме смо их опскрбили удјељују].
— Куран 42:38
...договарај се са њима. А када се одлучиш, онда се поуздај у Аллаха, јер Аллах заиста воли оне који се уздају у њега— Куран 3:159
Меџлис такође служи да се изабере нови халифа. Ал Маварди је написао да чланови меџлиса треба да испуне три услова: морају бити праведни, да знају да оцене ко је добар а ко лош халифа, и да буду довољно мудри да изаберу најбољег. Ал Маварди је још писао и да у екстремним случајевима, када нема ни халифата, ни меџлиса, људи треба сами да оформе меџлис и да направе листу кандидата за халифско место; тада меџлис треба да одабере халифу са те листе кандидата.
Постоји неколико муслиманских интерпретација улоге Шуре:
У анализи поглавља о Шури у Курану, муслимански аутор Сејид Кутб тврди да ислам захтева владара само да би се он договарао са представницима власти у контексту Шеријата. Такидун ал Набхани, оснивач интернационалног политичког покрета и посвећен оживљавању халифата, каже да, иако је Шура један од битних делова „владајуће структуре” исламског халифата, „није један од његових стубова”, што значи да њено напуштање неће халифину владавину учинити немуслиманском као што ће оправдати побуну. Међутим, Муслиманска браћа, највећи исламски покрет у Египту, ублажила су ове исламистичке ставове прихватајући у принципу да је у савременом добу Шура демократија, али током своје владавине у Египту, Муслиманска браћа се нису водила овим принципом.

### Одговорност владара
Ортодоксни муслимански правници су полемисали о томе када је дозвољено не послушати, разрешити или уклонити владаре из халифата. То се најчешће догађа уколико владар не испуњава своје обавезе према исламу у јавности.
Маварди је рекао да ако владари испуњавају своје муслиманске обавезе, онда људи морају поштовати њихове законе, али ако халифа или владар буде неправедан или неефикасан онда мора бити смењен на меџлису. Тако и Ал Багдади верује да ако се владари не држе правде, умма га треба упозорити преко меџлиса, и халифа који се не осврне на упозорења може бити смењен. Ал Џувајни је тврдио да је ислам циљ умме, тако сваки владар који одступа од циља мора бити смењен. Ал Газали је веровао да је опресија од стане халифе довољан разлог за опозив. Ибн Хаџер ал Аскалани изјавио је да људи имају обавезу да се буне ако халифа почне да крши исламски закон. Он још каже да је игнорисање такве ситуације хараам и они који не могу да се побуне унутар самог халифата треба да започну борбу изван. Ал Аскалани је навео два ајета из Курана да оправда ову тврдњу:
... И говориће (грешници на Судњи дан): ”Господару наш, ми смо прваке наше и старјешине наше слушали, па су нас они с Правог пута одвели. Господару наш, подај им двоструку патњу и прокуни их проклетством великим!”...— Куран 33:67:68
Исламски правници кажу да када владари одбију да дају оставку након што их меџлис или парламент смени, они постају диктатори уз помоћ корумпиране војске, ако се већина сложи, они ће бити у могућности да организују револуцију.

### Владавина права
Следећи хадис успоставља принцип владавине права у вези са непотизмом и одговорношћу